# Црква Светих Јоакима и Ане у Прељини
Црква Светих Јоакима и Ане у Прељини, насељеном месту на територији града Чачка, подигнут је 1927-1930. године по нацртима архитекте Драгутина Маслаћа и освећен од епископа жичког Јефрема Бојовића.
Црква посвећена Светим Јоакиму и Ани подигнута је на једном узвишењу изнад ибарске магистрале, на месту где је током турског ропства било гробље. Све кости пронађене током ископавање темеља су скупљене и сахрањене испод улазног степеништа. 